# Triel-sur-Seine

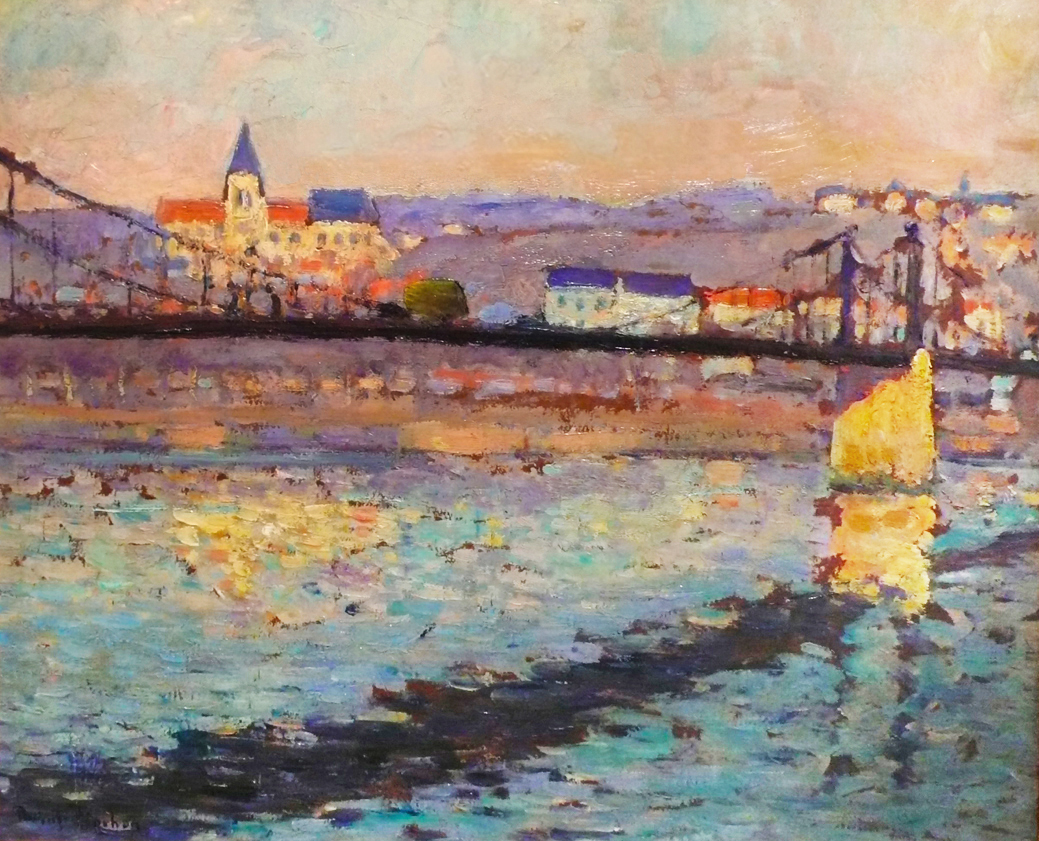
Triel sur Seine, Robert Antoine Pinchon, 1904

Triel-sur-Seine  is een gemeente in Frankrijk. Het ligt aan de rechter oever van de Seine, op 25 km ten noordwesten van het centrum van Parijs, voor het grootste deel. Het grondgebied van Triel-sur-Seine strekt zich verder over twee eilanden in de Seine uit, waarvan op een voor een deel, en over een strook aan de overkant van de Seine, tegen Vernouillet aan.
Er ligt station Triel-sur-Seine.

## Kaart
De onderstaande kaart toont de ligging van Triel-sur-Seine met de belangrijkste infrastructuur en aangrenzende gemeenten.

## Demografie
Onderstaande figuur toont het verloop van het inwonertal, bron: INSEE-tellingen. 

## Partnersteden
- Seligenstadt
- Leatherhead